# Calamaria forcarti
Calamaria forcarti — вид змій родини полозових (Colubridae). Ендемік Індонезії.

## Поширення і екологія
Calamaria forcarti відомі з двох місцевостей, одна з яких розташована на Суматрі, а друга — на острові Ніас. Вони живуть у вологих тропічних лісах, серед опалого листя.